# لمور پشمالوی غربی
 لمور پشمالوی غربی (نام علمی: Avahi occidentalis) نام یک گونه از تیره ایندیریان است.